# Kostel svatého Vavřince (Vojkovice)
Kostel svatého Vavřince je římskokatolický chrám v obci Vojkovice v okrese Brno-venkov. Je chráněn jako kulturní památka České republiky. Je filiálním kostelem židlochovické farnosti.

## Historie
Jádro dvojlodního kostela je pozdě gotické. V dalších staletích byl upraven barokně a naposledy byl celkově rekonstruován po požáru v roce 1828. Hranolová věž je vysoká 37 m, do roku 1792 (požár) byla o jedno dřevěné patro vyšší.
Kolem kostela se nachází hřbitov.